# Mexico City Challenger
Il Mexico City Challenger è stato un torneo professionistico di tennis giocato su campi in terra rossa. Faceva parte dell'ATP Challenger Series. Si giocava annualmente a Città del Messico in Messico.

## Albo d'oro

### Singolare
| Anno       | Campione         | Finalista        | Punteggio     |
| ---------- | ---------------- | ---------------- | ------------- |
| 1980       | Jorge Andrew     | Scott McCain     | 6–3, 6–4      |
| 1981- 1987 | Non disputato    | Non disputato    | Non disputato |
| 1988       | Tom Mercer       | Peter Doohan     | 6–3, 6–4      |
| 1989       | Non disputato    | Non disputato    | Non disputato |
| 1990       | Francisco Maciel | Luis Herrera     | 2–6, 7–6, 6–3 |
| 1991       | Fernando Roese   | Francisco Maciel | 7–6, 4–6, 6–4 |

### Doppio
| Anno       | Campioni                        | Finalisti                     | Punteggio     |
| ---------- | ------------------------------- | ----------------------------- | ------------- |
| 1980       | Scott McCain Larry Stefanki     | Glen Holroyd Craig Wittus     | 6–3, 6–3      |
| 1981- 1987 | Non disputato                   | Non disputato                 | Non disputato |
| 1988       | Peter Doohan Michael Fancutt    | George Bezecny Tom Mercer     | 3–6, 6–4, 6–0 |
| 1989       | Non disputato                   | Non disputato                 | Non disputato |
| 1990       | Pablo Albano (1) Ville Jansson  | Bryan Shelton Nduka Odizor    | 6–3, 6–4      |
| 1991       | Ricardo Acioly Pablo Albano (2) | Francisco Montana Leif Shiras | 6–3, 6–3      |